# Jan Kozakiewicz
Jan Kozakiewicz (9. prosince 1857 Wadowice – 15. března 1927) byl rakouský politik polské národnosti z Haliče, na konci 19. století poslanec Říšské rady.

## Biografie
Vychodil nižší reálnou školu v Krakově. Pak studoval na učitelském ústavu v Krakově. Zde v roce 1877 organizoval polské studentské spolky a agitoval pro socialistické hnutí. V roce 1879 byl zatčen po několik měsíců vězněn. Pak byl zproštěn viny. Nesměl se ale již vrátit k studiu na učitelském ústavě. Pracoval jako švec, herec, kameník, účetní nebo malíř. Usadil se ve Lvově. Byl aktivní v dělnickém hnutí. V roce 1882 byl zatčen v rámci širší razie ve Lvově. Byl odsouzen na šest měsíců. V polovině 80. let se oženil. Krátce žil v Krakově, pak opět ve Lvově, později v Nowém Saczu. V roce 1892 se podílel na utváření organizační struktury Polské sociálně demokratické strany Haliče a Slezska v Nowém Saczu. Ještě téhož roku se vrátil do Lvova a trvale byl aktivní v sociálně demokratické straně. Přispíval do mnoha socialistických periodik. Účastnil se kongresů druhé internacionály.
Byl také poslancem Říšské rady (celostátního parlamentu Předlitavska), kam usedl ve volbách do Říšské rady roku 1897 za kurii všeobecnou v Haliči, 1. volební obvod: Lvov. Ve volebním období 1897–1901 se uvádí jako Jan Kozakiewicz, malíř, bytem Lvov.
Ve volbách roku 1897 je uváděn jako sociální demokrat. Spolu s Ignacy Daszyńskim byli prvními dvěma polskými sociálně demokratickými poslanci. Ve volbách do Říšské rady roku 1901 už nekandidoval.
V létě roku 1901 přesídlil do Argentiny, kde působil jako rolník. Kvůli těžkým životním podmínkám se roku 1903 přestěhoval do USA. I zde byl činný v dělnickém hnutí. Po jistou dobu byl i generálním tajemníkem exilové polské sociální demokracie a podílel se na vydávání jejích periodik. Za války agitoval ve prospěch dohodových velmocí. V roce 1923 se vrátil do Polska. Pracoval v továrně, později nastoupil do funkce ředitele místní pobočky nemocenské pojišťovny v Kolomyji, kterou zastával do své smrti roku 1927.